# Tamm
Tamm település Németországban, azon belül Baden-Württembergben. Lakosainak száma 12 726 fő (2023. december 31.). Tamm Markgröningen és Asperg községekkel határos.

## Népesség
A település népessége az elmúlt években az alábbi módon változott:
| Lakosok száma | 3991 | 4718 | 5903 | 8364 | 10 914 | 11 836 | 11 639 | 12 160 | 12 553 | 12 726 |
|               | 1961 | 1967 | 1974 | 1980 | 1987   | 1993   | 2000   | 2006   | 2013   | 2023   |